# Палаццо Дукале (Модена)
Дворец герцогов Модены (итал. Il Palazzo Ducale di Modena) — крупнейшее здание города Модена. На этом месте с 1452 по 1859 год находилась резиденция герцогов Модены из династии д’Эсте. В настоящее время в здании находятся Военная академия, музей и библиотека.

## История

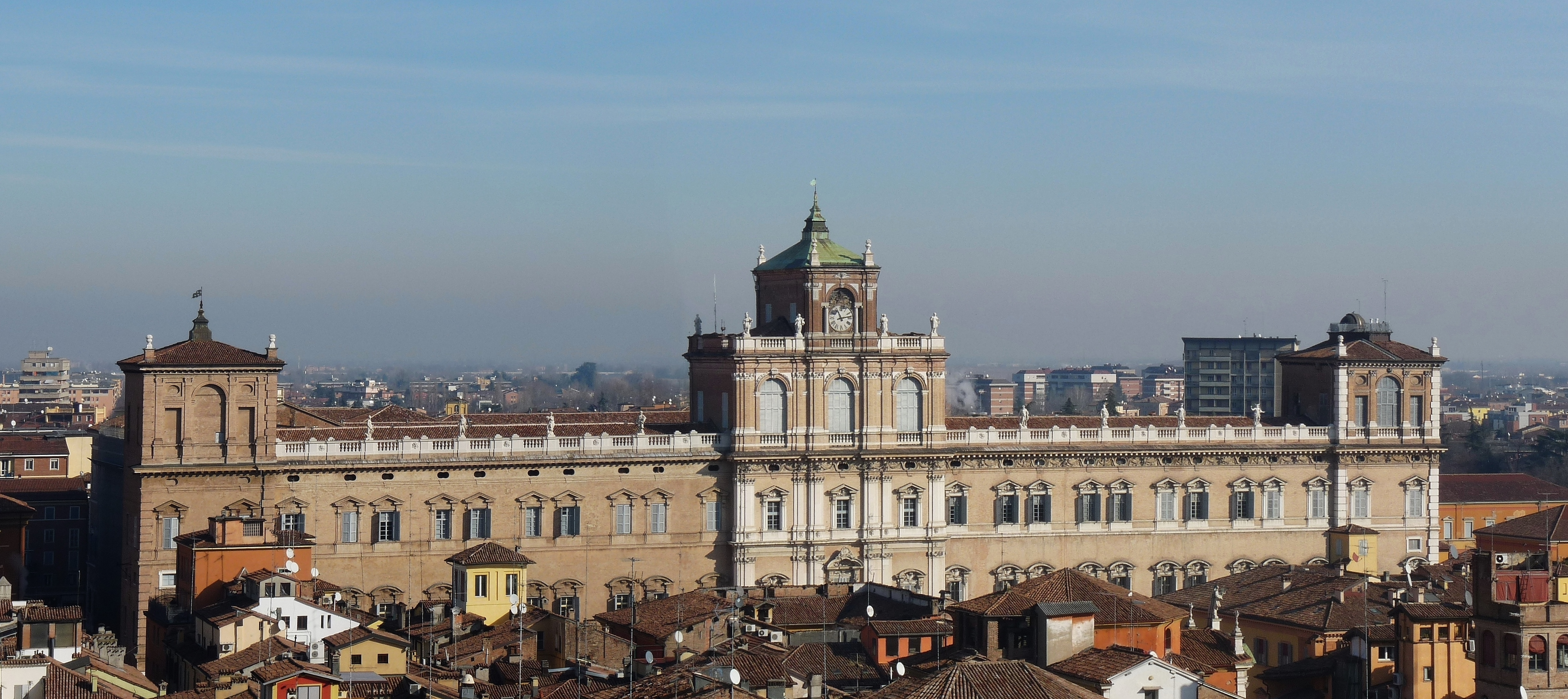
Дворец герцогов Модены, место расположения Военной академии

Начало постройки современного здания было положено в 1634 году при Франческо I д’Эсте и сооружалось по плану римского архитектора Бартоломео Аванцини. Окончательно строительство закончилось в XIX веке при Франческо V д’Эсте. Здание считается выдающимся образцом гражданской архитектуры своего времени.

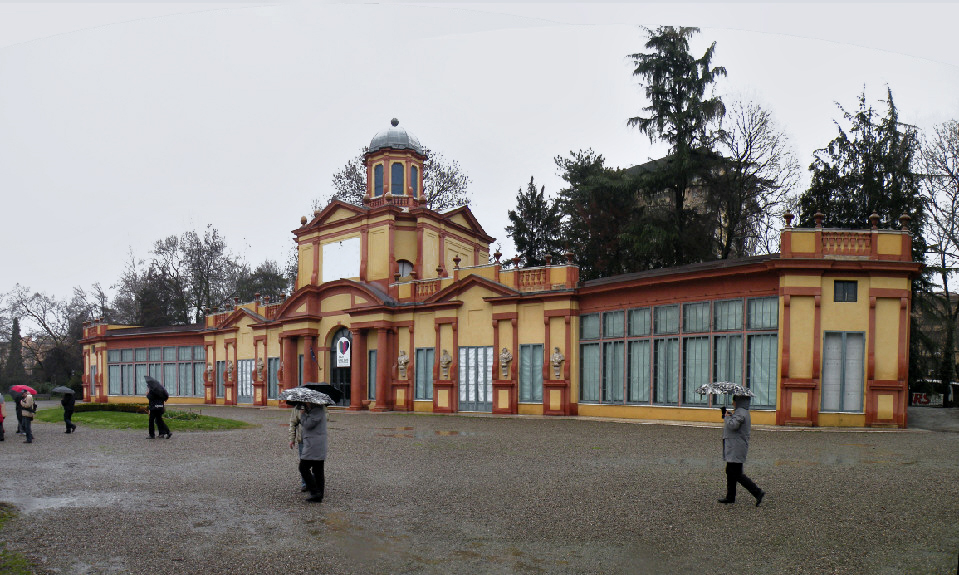
Здание городского сада, архитектор Карло Вигарини

Главный фасад дворца выходит на площадь Рима, позади него расположен парк, часть которого отведена под ботанический сад. В этом парке архитектором Карло Вигарини в XVII веке сооружена вилла. В настоящее время здание используется для проведения всевозможных выставок.